# Romeo, Julie a tma
Romeo, Julie a tma (en txec Romeu, Julia i la foscor) és una pel·lícula de drama txeca del 1960 dirigida per Jiří Weiss. Inspirada en Romeo i Julieta de William Shakespeare, tracta dels problemes d'una jove jueva que està amagada de la Gestapo per un amant estudiant. El 1997 es va rodar una adaptació televisiva del mateix nom per Karel Smyczek.

## Argument
El jove txec Pavel (Ivan Mistrík) amaga una jove jueva Hana (Daniela Smutná), per tal d'evitar que sigui transportada a un camp de concentració. Durant les tres setmanes que Paul amaga a la noia, la parella s'enamora. Tanmateix, abans l'hora de ser descoberta posar en perill el noi, la noia s'escapa del seu amagatall i fuig al carrer, on és assassinada al mateix temps que dos militars txecoslovacs assassinen Reinhard Heydrich.

## Repartiment
- Ivan Mistrík - Pavel
- Daniela Smutná - Hanka
- Jiřina Šejbalová - Mare de Pavel
- František Smolík - Avi
- Blanka Bohdanová - Kubiasová
- Eva Mrázová - Alena
- Karla Chadimová - Josefka
- Miroslav Svoboda - Würm

## Premis
- Conquilla d'Or a la millor pel·lícula al Festival Internacional de Cinema de Sant Sebastià 1960.[2]
- Premi al Taormina Film Fest de 1960.